# Каралич, Милорад
Милора́д Кара́лич (серб. Милорад Каралић, 7 января 1946, Иваньско, Югославия) — югославский гандболист, полевой игрок. Олимпийский чемпион 1972 года, участник летних Олимпийских игр 1976 года, бронзовый призёр чемпионата мира 1970 года.

## Биография
Милорад Каралич родился 7 января 1946 в югославском посёлке Иваньска (сейчас Поткозаре в Боснии и Герцеговине).
Играл в гандбол за «Борац» из Баня-Луки. Был капитаном команды. В 1976 году в её составе выиграл Кубок европейских чемпионов.
30 июня 1967 года дебютировал в сборной Югославии в Белграде в матче против Болгарии.
В 1970 году завоевал бронзовую медаль на чемпионате мира во Франции.
В 1972 году вошёл в состав сборной Югославии по гандболу на летних Олимпийских играх в Мюнхене и завоевал золотую медаль. Играл в поле, провёл 6 матчей, забил 2 мяча в ворота сборной США.
В 1976 году вошёл в состав сборной Югославии по гандболу на летних Олимпийских играх в Монреале, занявшей 5-е место. Играл в поле, провёл 6 матчей, забил 11 мячей (четыре в ворота сборной Венгрии, по два — Дании, Японии и ФРГ, один — Канаде).
Дважды выигрывал золотые медали гандбольных турниров Средиземноморских игр — в 1967 году в Тунисе, в 1975 году в Алжире.
В течение карьеры провёл за сборную Югославии 128 матчей, забил 181 мяч.
С января 1998 по январь 2001 года был министром спорта и молодёжи Республики Сербской.